# Sarcophaga magnifica
Sarcophaga magnifica är en tvåvingeart som först beskrevs av Baranov 1936.  Sarcophaga magnifica ingår i släktet Sarcophaga och familjen köttflugor. Inga underarter finns listade i Catalogue of Life.